# جيمي براون
جيمي براون (بالإنجليزية: Jimmy Brown)‏ (16 فبراير 1924 في المملكة المتحدة - 1 يناير 2002) هو لاعب كرة قدم بريطاني (وحمل سابقاً جنسية المملكة المتحدة لبريطانيا العظمى وأيرلندا) في مركز الهجوم. لعب مع برادفورد سيتي وكوين أوف ساوث ونادي تشيسترفيلد ونادي كارلايل يونايتد ونادي ماذرويل وAnnan Athletic F.C. ‏ وKello Rovers F.C. ‏.